# Автопром
„Автопром“ е българско държавно стопанско обединение със седалище в София. Създадено е през 1968 г.
Организира производството на леки и товарни автомобили, автобуси, двуколесни превозни средства, комплектоващи възли и детайли, резервни части и др.